# Precious – Das Leben ist kostbar
Precious – Das Leben ist kostbar (Originaltitel: Precious: Based on the Novel ‘Push’ by Sapphire) ist ein US-amerikanisches Filmdrama von Lee Daniels aus dem Jahr 2009. Der Film basiert auf einem Roman der Autorin Sapphire. Der Film startete am 25. März 2010 in den deutschen Kinos.

## Handlung
Claireece Jones, von ihrer Familie Precious (dt. kostbar) genannt, ist im Jahr 1987 sechzehn Jahre alt und funktionale Analphabetin (also mit stark eingeschränkten Lese- und Schreibfähigkeiten), jedoch mathematisch begabt. Sie ist extrem korpulent und bereits zum zweiten Mal schwanger. Precious’ erstes Kind, nur Mongo genannt, hat das Down-Syndrom und lebt bei der Großmutter. Durch Gedanken-Rückblenden der Protagonistin wird klar, dass ihr Vater, der langjährige Freund ihrer Mutter, sie regelmäßig vergewaltigt hat und auch der Vater ihrer beiden Kinder ist.
Claireeces Mutter Mary, ebenfalls übergewichtig, außerdem depressiv durch die gestörten Familienverhältnisse, ist arbeitslos, verbringt ihre Tage passiv vor dem Fernseher, lebt mangels irgendwelcher Chancen auf dem Arbeitsmarkt von Sozialleistungen und lässt ihren Frust ohne Unterlass an ihrer Tochter aus. Zuneigung, Wertschätzung, Liebe und Gemeinschaftsgefühl existieren in Precious’ Familie und Umgebung nicht. Das Lebensziel der Mutter ist ausschließlich auf Versorgung durch Addition von Sozialleistungen ausgerichtet, wofür sie sich während der Besuche der Sozialarbeiterin Mongo „ausleiht“, die sie von ihrer eigenen Mutter großziehen lässt. Precious, die sich der kalten Gewalt ihrer Mutter unterwirft, muss billige, aber hoch energiereiche Gerichte kochen und wird permanent von ihrer Mutter als „dumm wie ein Stück Scheiße“, „Schlampe“ und „Fotze“ beschimpft, psychisch und physisch misshandelt und geschlagen. Wenn ihre Mutter eine Mahlzeit, die Claireece gekocht hat, nicht akzeptabel findet, zwingt sie die Tochter in sadistischer Freude, diese zur Strafe aufzuessen. 
Claireece hat zwar passable Noten in der Schule, doch als ihre Direktorin von der zweiten Schwangerschaft erfährt, verweist sie sie von der Schule und empfiehlt das alternative Lernprojekt Each One Teach One, für das Precious ein Stipendium erhalten hat. Die Mutter versteht das Wort Stipendium nicht, will davon nichts wissen und verlangt, dass Claireece die Schule so bald wie möglich abbricht, um selbst von Sozialleistungen zu leben. Der Film wechselt immer wieder zwischen der deprimierenden, verbal und physisch gewalttätigen Realität und Precious’ Phantasien, in der sie sich alle Situationen schön und gut malt.
Claireece besucht die Unterrichtseinheiten in einer multi-ethnischen Klasse, in der alle Schüler verschiedenste Schwierigkeiten haben, lernt jedoch dank der engagierten Lehrerin Miss Rain besser lesen und schreiben. Sie vertraut sich ihrer Sozialarbeiterin nicht an, die zwar schockiert auf die Tatsache der zweifachen Inzest-Geburt durch vielfache Vergewaltigung reagiert, aber so keine weiteren Schritte unternehmen kann. 
Als ihr zweites Kind Abdul zur Welt kommt, verbringt Precious eine Zeit im Krankenhaus, wird regelmäßig von ihren Mitschülern aus dem Lernprojekt besucht und fühlt sich geborgen. Die Klasse, lauter junge Frauen, hat inzwischen zu einem gewissen Grad dank des Einflusses von Miss Rain über alle ethnischen Grenzen hinweg Solidarität entwickeln können. Als Precious mit dem Kind nach Hause zurückkehrt, kommt es zwischen ihr und der Mutter zum Eklat. Die Mutter wirft ihr vor, ihr den Mann gestohlen zu haben und prügelt auf sie ein. Claireece flieht mit dem Baby aus der Wohnung und wird nur knapp vom Fernseher verfehlt, den ihre Mutter auf sie und das Baby fallen lässt.

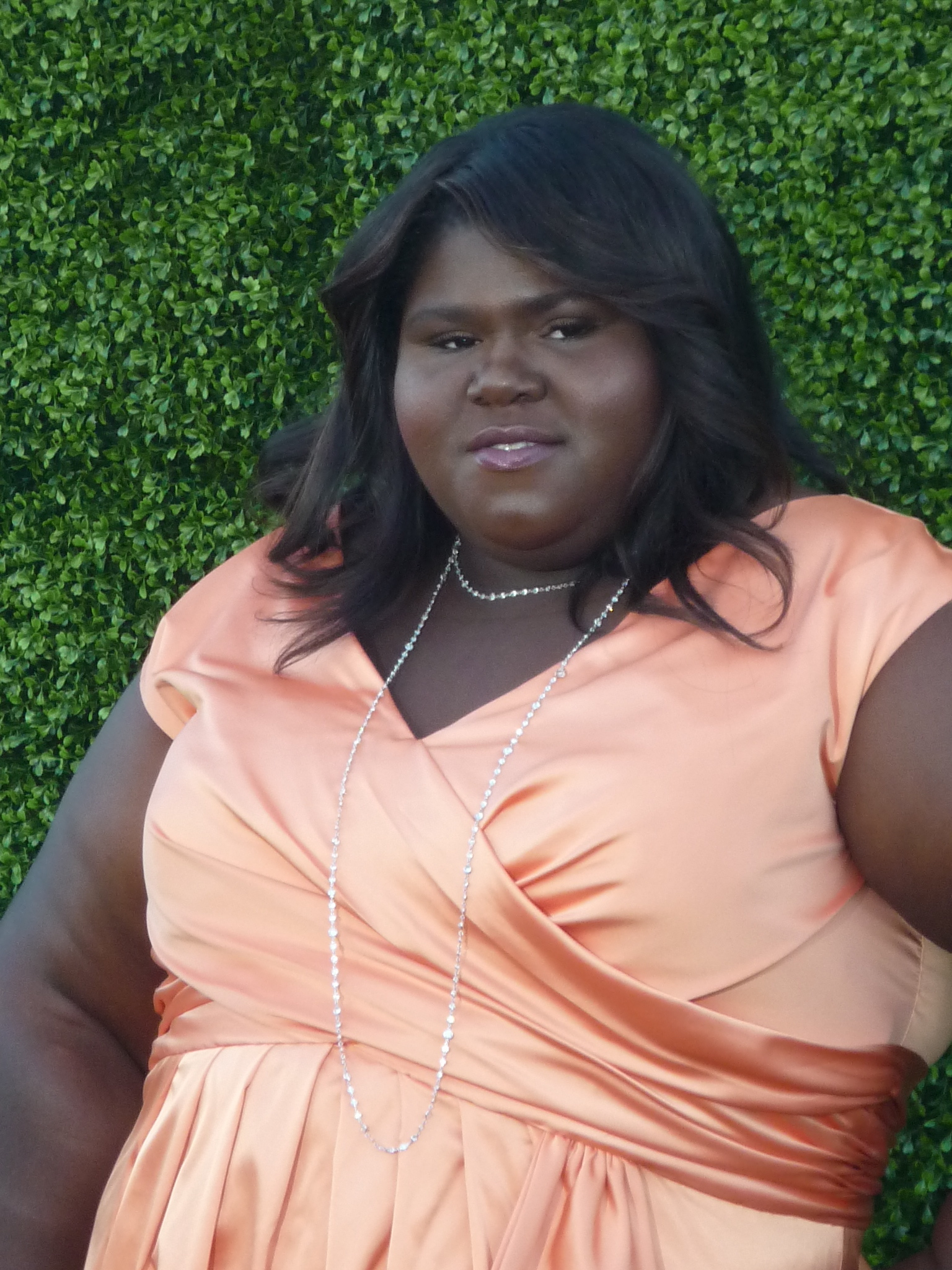
Gabourey Sidibe (2010)

Miss Rain lässt Claireece vorübergehend, bei sich und ihrer Partnerin wohnen. Precious, selbst am Rande der Gesellschaft lebend, ist zunächst von der Entdeckung entsetzt, dass Miss Rain eine, wie ihr von ihrer Mutter beigebracht wurde, verachtenswerte „Homo“ ist. Schnell jedoch wechselt Entsetzen zu Rührung, ausgelöst von der Wärme und Freundlichkeit im Gasthaushalt. Precious beginnt zu verstehen, dass die Sichtweise ihrer Mutter nicht die wahre Erklärung der Welt sind, sondern vom Schicksal gefärbte Meinungen und Vorurteile. 
Precious blüht in der fördernden Umgebung immer mehr auf und gewinnt sogar einen Preis für gute Fortschritte in der Alphabetisierung. Auch die Beziehung zu ihrem nun neunmonatigen Sohn Abdul entwickelt sich in der liebevollen Atmosphäre sehr gut. 
Wenig später erfährt das Mädchen durch einen Besuch seiner Mutter, dass ihr Vater soeben verstorben ist und mit dem HI-Virus infiziert war. Als Precious erfährt, dass sie selbst HIV-positiv ist, erzählt sie vor versammelter Klasse von den Vergewaltigungen, bricht weinend zusammen, benennt dabei aber endlich klar die Mechanismen von Lieblosigkeit, Benachteiligung und fortgesetzter Gewalttätigkeit gegen sie als Schutzbefohlene, die sie vorher als normales Leben angesehen hatte. 
Die Sozialarbeiterin arrangiert indes ein erneutes Treffen zwischen Precious und ihrer Mutter, bei dem sie die Mutter zur Rede stellt. Unter Druck gesetzt schildert nun endlich die Mutter, dass Claireece bereits im Alter von drei Jahren von ihrem Vater missbraucht wurde. Als sie nach der Begründung gefragt wird, erhellt ihre Erzählung Schritt für Schritt, dass ihr Mann Carl während der ganzen Ehe durch zunehmend perverses Verhalten auch ihr gegenüber bei ihr selbst Minderwertigkeitsgefühle ausgelöst hatte – unter anderem trank er dem Baby die Milch aus den Brüsten der Mutter weg und begann während der ehelichen Vereinigung das Baby zu missbrauchen. Ihr eigener Partner war nur an der Tochter interessiert, nicht aber an ihr. Das Gefühl der eigenen Minderwertigkeit ließ sie ihre Tochter hassen.
Claireece hört der Schilderung wortlos zu und teilt der Mutter dann mit, dass sie sich nie wiedersehen würden. Sie nimmt ihre beiden Kinder und geht davon. Jetzt hat sie einen Plan. Aufgrund der steilen Leistungskurve der letzten Monate ist ihr Ziel, Highschool und College zu besuchen.

## Kritiken
„Precious ist, trotz aller Härte und Schicksalsschläge, letztlich (und dies sei mit einem Hang zum ordentlichen Euphemismus gesagt) ein Feel-Good-Movie. Zwar greift hier weder in verklärender oder romantisch-verträumter Art und Weise die Hollywood-Cinderella-Story, noch klopft der ›american dream‹ wohlwissend lächelnd an die Türe. Einzig der Konjunktiv einer Prise Hoffnung und Selbstvertrauen reicht letzten Endens, um ein zuversichtliches und ehrliches Lächeln über das malträtierte Leben zu legen. Denn die Entscheidung obliegt dennoch einem selbst: ›Life is unfair. Kill yourself or get over it.‹“

„Packende Sozialstudie, die den Zuschauer ebenso fassungslos wie hoffnungsvoll zurücklässt.“

„Precious – Das Leben ist kostbar ist genau so wenig sentimentale Erlösungsfantasie wie niederdrückendes Sozialdrama. Der große Gewinn des Films liegt gerade darin, dass harter Realismus und gute Unterhaltung keinen Widerspruch bilden.“

„Das packende Drama verbindet die trostlose Bilanz der Lebensumstände in den sozialen Ghettos moderner Großstädte mit einer widerständigen Entwicklungsgeschichte. Dabei begnügt sich das provozierende Melodram nicht mit dem ungeschminkten Blick hinter die Fassaden der Wohlstandsgesellschaft, sondern zeigt auch, wie soziales Engagement und Hartnäckigkeit das Schicksal verändern können.“

„Die Botschaften von Daniels’ Film mögen banal klingen, der aufgetürmte Leidensdruck mag zu konstruiert sein – im Zusammenspiel von sich abwechselnden narrativen Stilmitteln und überzeugenden Darstellern entfaltet Precious dennoch eine Wirkung, der sich der Zuschauer nicht zu entziehen vermag. Und vergegenwärtigt man sich, dass derartige Geschichten auch hierzulande in wachsenden Unterprivilegiertenschichten denkbar sind, bekommt der Film eine unangenehme Aktualität.“

## Auszeichnungen (Auswahl)
Precious: Based on the Novel Push by Sapphire war bisher für 58 Preise nominiert, darunter sechs Nominierungen für den Oscar 2010. 44 Preise wurden bisher gewonnen. Trotz der vielen Auszeichnungen hatte es der Film schwer, in Deutschland einen Verleih zu finden.
| Preis                                      | Kategorie                   | Nominiert         | Ergebnis    |
| ------------------------------------------ | --------------------------- | ----------------- | ----------- |
| Sundance Film Festival 2009                | Großer Preis der Jury       | Lee Daniels       | Gewonnen    |
| Sundance Film Festival 2009                | Spezialpreis der Jury       | Mo’Nique          | Gewonnen    |
| Sundance Film Festival 2009                | Publikumspreis              | Lee Daniels       | Gewonnen    |
| Toronto International Film Festival 2009   | People’s Choice Award       | Lee Daniels       | Gewonnen    |
| Stockholm International Film Festival 2009 | Beste Schauspielerin        | Mo’Nique          | Gewonnen    |
| Chicago International Film Festival 2009   | Publikumspreis              | –                 | Gewonnen    |
| Satellite Awards 2009                      | Bestes adaptiertes Drehbuch | Geoffrey Fletcher | Gewonnen    |
| Satellite Awards 2009                      | Beste Nebendarstellerin     | Mo’Nique          | Gewonnen    |
| Satellite Awards 2009                      | Top Ten Films               | –                 | Gewonnen    |
| Satellite Awards 2009                      | Outstanding New Talent      | Gabourey Sidibe   | Gewonnen    |
| National Board of Review 2009              | Beste Nachwuchsdarstellerin | Gabourey Sidibe   | Gewonnen    |
| Golden Globe Awards 2010                   | Beste Nebendarstellerin     | Mo’Nique          | Gewonnen    |
| Screen Actors Guild Awards 2010            | Beste Nebendarstellerin     | Mo’Nique          | Gewonnen    |
| British Academy Film Awards 2010           | Bester Film                 | –                 | Nominierung |
| British Academy Film Awards 2010           | Beste Hauptdarstellerin     | Gabourey Sidibe   | Nominierung |
| British Academy Film Awards 2010           | Beste Nebendarstellerin     | Mo’Nique          | Gewonnen    |
| British Academy Film Awards 2010           | Bestes adaptiertes Drehbuch | Geoffrey Fletcher | Nominierung |
| Oscarverleihung 2010                       | Bester Film                 | –                 | Nominierung |
| Oscarverleihung 2010                       | Beste Regie                 | Lee Daniels       | Nominierung |
| Oscarverleihung 2010                       | Beste Hauptdarstellerin     | Gabourey Sidibe   | Nominierung |
| Oscarverleihung 2010                       | Beste Nebendarstellerin     | Mo’Nique          | Gewonnen    |
| Oscarverleihung 2010                       | Bestes adaptiertes Drehbuch | Geoffrey Fletcher | Gewonnen    |
| Oscarverleihung 2010                       | Bester Schnitt              | Joe Klotz         | Nominierung |